# Braconella minor
Braconella minor är en stekelart som beskrevs av Szepligeti 1906. Braconella minor ingår i släktet Braconella och familjen bracksteklar. Inga underarter finns listade.